# كورت فيسترجارد
كورت فيسترجارد (بالدنماركية: Kurt Westergaard)‏ (ولد في 13 يوليو 1935 - 14 يوليو 2021) رسام كاريكاتير دنماركي الذي نُشرت له صحيفة يولاندس بوستن في 12 سبتمبر 2006 الرسوم المثيرة للجدل عن النبي محمد، وقامت صحيفة «مغازينات» النروجية في 10 يناير 2006 بإعادة نشر الرسوم، وفي 1 فبراير 2006، أعادت نشر هذه الرسوم الكاريكاتيرية كل من صحيفة «فرانس سوار» الفرنسية، وصحيفة «دي فيلت» الألمانية، وصحيفتا «إيه بي سي» و«البريوديكو» الأسبانيتان، بدعوى «حرية التعبير» وامتد الموضوع إلى بلاد أوروبية عديدة غيرها، مما أحدث موجة استياء وردود فعل شعوب وحكومات إسلامية قوية وعنيفة ضد الرسومات أدت بإندلاع موجة غضب تنوعت بين مقاطعة الدنمارك اقتصادياً، ووصلت إلى حد اقتحام السفارة في دمشق والاعتداء على السفارة الدنماركية في إسلام آباد بتفجير سيارة مفخخة أمامها، مما أسفر عن مصرع ثمانية أشخاص وإصابة حوالى 30 آخرين؛ في حين أعربت الحكومة الدنماركية أنه لا يمكنها التدخل في سياسات الصحيفة في نشر ما تراه صالحاً لأنها تحترم حرية التعبير. كانت السفارة الدنماركية قد خفضت تمثيلها الدبلوماسي في بعض السفارات، وأبعدت معظم موظفيها الدنماركيين بعد تهديدات استهدفتها بسبب نشر رسوم كاريكاتورية في الصحف الدنماركية، بينما صنفت الدول الغربية ذلك السلوك ضمن أبجديات حرية التعبير، وهو ما سبق وأن عبرت عنه المستشارة الألمانية أنجيلا ميركل بتكريم رسام الكاريكاتير الدنماركي كورت فيسترجارد صاحب الرسوم المسيئة.
في استطلاع أجراه معهد «أبينيون» للابحاث لصالح الإذاعة الدنماركية شمل 579 شخصاً، أعرب 79% منهم على رئيس الوزراء أندرس فوغ راسموسن يجب ألا يعتذر نيابة عن الدنمارك بينما قال 18% أن عليه الاعتذار وقال 3% أنه ليس لهم رأي.
ومن ناحية أخرى قال 62% أنه لا يتعين على الصحيفة تقديم اعتذار بينما قال 31% أن عليها أن تعتذر فيما لم يحسم 7% رأيهم، وقال 48% منهم أن أي تدخل لرئيس الوزراء في المسألة سيكون تدخلاً غير مبرر في حريات الصحافة بينما قال 44% أن عليه أن يبذل مساع أكبر لشرح وجهة النظر الدنماركية.
كما رأى 58% أن الصحيفة مارست حقها في نشر الرسوم إلا أنهم أعربوا عن تفهمهم لاستياء المسلمين. وكان الإعلام الدنماركي ورئيس الوزراء دافعا عن نشر الرسوم بحجة أن حرية التعبير هي إحدى ركائز حقوق الإنسان.
أعربت منظمة المؤتمر الإسلامي عن «خيبة الأمل» من رد فعل الحكومة الدنماركية إزاء نشر صحيفة دنماركية رسوماً كاريكاتورية مسيئة للنبي محمد، معتبرة أن شتم الأنبياء يتناقض مع حرية التعبير وأن على من قام بالإساءة «تقديم إعتذار واضح جلي» إلى 1.3 مليار مسلم.

## وفاته
توفي كورت فيسترغارد أثناء نومه في كوبنهاغن في 14 يوليو 2021 ، بعد يوم من عيد ميلاده السادس والثمانين، بعد معاناته من مرض طويل.

## روابط خارجية
- كورت فيسترجارد على موقع IMDb (الإنجليزية)